# 그로지스키에

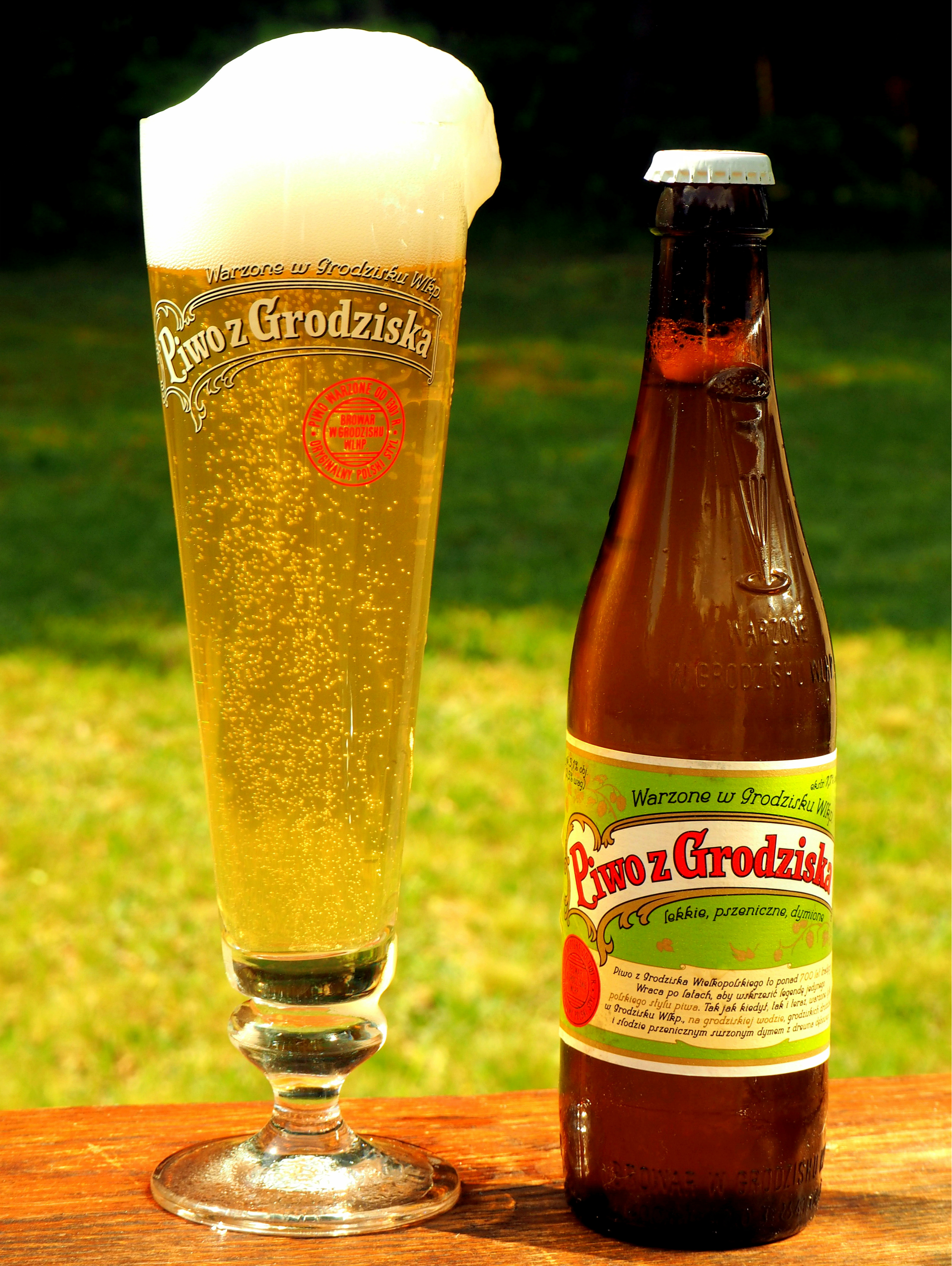
그로지스크비엘코폴스키에서 양조된 그로지스키에를 현대 폴란드식으로 재현한 그로지스키에 맥주는 이러한 스타일의 맥주에 맞게 디자인된 긴 원뿔형 잔에 제공된다.

그로지스키에(폴란드어: Grodziskie)는 폴란드의 역사적인 맥주 스타일로, 오크 훈제 밀 맥아로 만들어지며 맑고 밝은 황금색, 높은 탄산, 낮은 알코올 함량, 낮거나 중간 수준의 홉 쓴맛, 강한 연기 맛과 향이 있다. 맛은 가볍고 바삭하며, 주요 풍미는 훈제 맥아, 물의 높은 미네랄 함량, 발효에 사용된 효모 균주에서 나온다. 높은 탄산 때문에 "폴란드 샴페인"이라는 별명이 붙었고 특별한 행사를 위한 고품질 맥주로 평가되었다.
이 맥주는 원래 14세기 또는 15세기에 그로지스크비엘코폴스키의 양조업자가 제조하였다. 맥주의 품질에 대한 엄격한 규정은 지역 양조업자 길드에 의해 수립되었고, 주변 도시와 이웃 국가에서 좋은 평판을 얻는 데 도움이 되었다. 절정기에는 37개국으로 수출되었고 매우 좋은 맥주로 여겨졌다. 이 도시의 양조 산업은 번창했다. 제2차 세계 대전 이후 맥주 생산은 국유화되었고, 맥주는 폴란드 공산주의 정부 하에서 쇠퇴기에 접어들었다. 1993년까지 이 스타일을 생산하던 마지막 양조장은 문을 닫았다. 이 스타일을 상업적 양조업체에서 구할 수 없었던 몇 년 후, 전 세계 홈 양조 커뮤니티의 스타일에 대한 관심에 힘입어 여러 양조장에서 계절별 또는 연중무휴로 역사적인 스타일을 재현하기 시작했다.